# Cromatografia su colonna

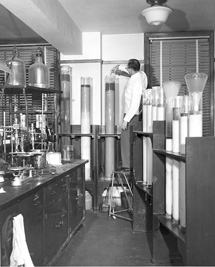
Un chimico impiega la cromatografia di colonna durante gli anni 50. Le beute sono per terra.

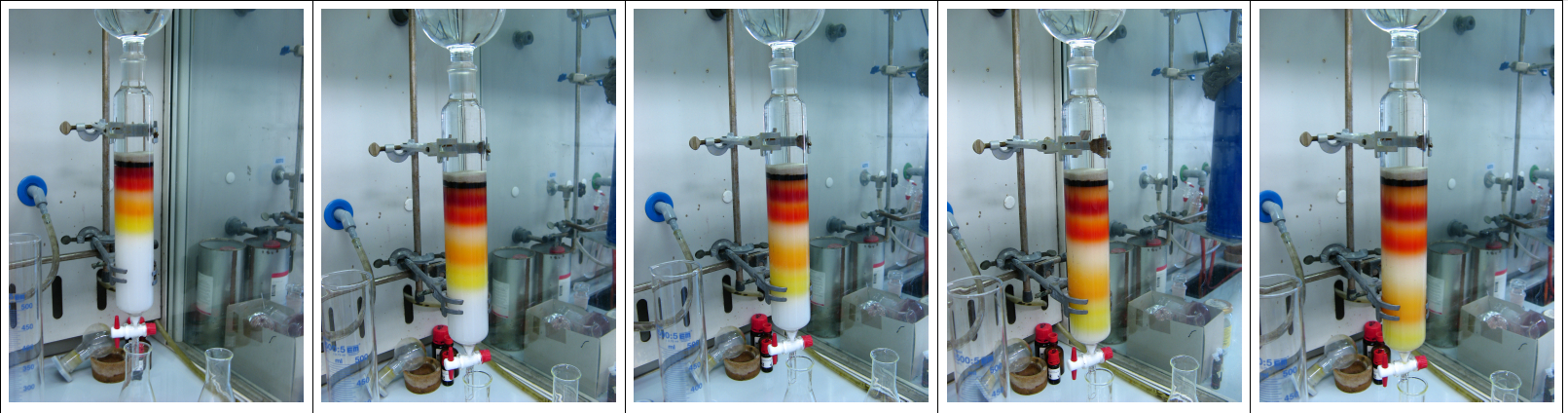
Sequenza fotografica di una cromatografia su colonna

La cromatografia su colonna, nota anche come cromatografia liquido-solido o di adsorbimento o a fase normale (acronimo: NP-LC) è basata sull'interazione tra i siti attivi dell'adsorbente solido (generalmente silice) con i gruppi funzionali presenti nelle molecole del soluto da separare. I soluti si legano in maniera reversibile alla fase stazionaria mediante interazioni dipolo-dipolo o interazioni dipolo-dipolo indotto. Questo tipo di interazioni è il risultato di un complesso fenomeno competitivo tra le molecole della fase mobile e del soluto per i siti attivi della fase stazionaria.
La fase stazionaria è generalmente composta da microparticelle di gel di silice di forma irregolare o tendenzialmente sferica delle dimensioni di 3-10 µm, i cui centri attivi sono rappresentati dai gruppi silanolici (Si-OH). Oltre al gel di silice si possono utilizzare come fase stazionaria l'allumina, la poliammide, o l'acetato di cellulosa.
Le fasi mobili generalmente impiegate sono miscele di pentano, esano, cloruro di metilene, ed etere etilico.